# Ковбой Бибоп (телесериал)
«Ковбой Бибоп» (англ. Cowboy Bebop) — американский научно-фантастический сериал компании Netflix, представляющий собой адаптацию одноимённого японского аниме-сериала. Создателями проекта выступили Андре Немец и Джефф Пинкер, сценарий был написан Кристофером Йостом. Главные роли исполнили Джон Чо, Мустафа Шакир, Даниэлла Пинеда, Алекс Хэсселл и Елена Сатине. Выход сериала состоялся 19 ноября 2021 года. Проект получил смешанные оценки от критиков, через три недели после премьеры руководство Netflix объявило о его закрытии.

## Сюжет
Сериал посвящён приключениям разношёрстной команды охотников за головами, преследующих преступников по всей солнечной системе.

## В ролях

### Основные персонажи
- Джон Чо — Спайк Шпигель: охотник за головами, родившийся на Марсе, с предысторией участия в преступном синдикате.
- Мустафа Шакир[англ.] — Джет Блэк: охотник за головами, бывший напарник Спайка, получивший кибернетический протез из-за неудачного расследования.
- Даниэлла Пинеда — Фэй Валентайн: женщина с большим пристрастием к азартным играм, которая провела 54 года в анабиозе после аварии космического челнока.
- Алекс Хэсселл — Вишез: гангстер из преступного синдиката «Красный Дракон», который был соратником Спайка до их ссоры.
- Елена Сатине — Джулия: красивая и загадочная женщина из прошлого Спайка, у которой сложные отношения как с ним, так и с Вишезом.

### Второстепенные персонажи
- Джофф Стульц — Чалмерс: детектив из Полиции Солнечной системы (ISSP), бывший соратник Джета.
- Тамара Тюни — Ана: владелец подпольного джаз-клуба на Марсе, которая является суррогатной матерью Спайка.
- Мейсон Александр Парк[англ.] — Грин: джазовый музыкант, работающий на Ану, которая также является её правой рукой.
- Рэйчел Хаус — Мао: криминальный авторитет, возглавляющая семью синдиката «Белых тигров».
- Анн Чыонг и Хоа Сюаньдэ — Шин и Лин: брат и сестра двойняшки, нанятые в качестве подручных Вишезом.

Кроме того, в телесериале также появятся персонажи Эдвард и Эйн; роль последнего исполнит актёр-собака, названный в честь своего персонажа.

## Эпизоды
| № общий | № в сезоне | Название                                       | Режиссёр           | Автор сценария                                                     | Дата премьеры  |
| ------- | ---------- | ---------------------------------------------- | ------------------ | ------------------------------------------------------------------ | -------------- |
| 1       | 1          | «Cowboy Gospel» «Ковбойский госпел»            | Алекс Гарсия Лопез | Телесценарий:Кристофер Йост                                        | 19 ноября 2021 |
| 2       | 2          | «Venus Pop» «Венера Поп»                       | Алекс Гарсия Лопез | Шон Каммингс                                                       | 19 ноября 2021 |
| 3       | 3          | «Dog Star Swing» «Свинг собачей звезды»        | Майкл Кэтлман      | История:Кристофер Йост Телесценарий: Кристофер Йост и Шон Каммингс | 19 ноября 2021 |
| 4       | 4          | «Callisto Soul» «Каллисто Соул»                | Майкл Кэтлман      | Вивиан Ли                                                          | 19 ноября 2021 |
| 5       | 5          | «Darkside Tango» «Темное танго»                | Алекс Гарсия Лопез | Элизабет Сагал                                                     | 19 ноября 2021 |
| 6       | 6          | «Binary Two-Step» «Бинарный Тустеп»            | Майкл Кэтлман      | Карл Таро Гринфельд                                                | 19 ноября 2021 |
| 7       | 7          | «Galileo Hustle» «Галилео Хастл»               | Алекс Гарсия Лопез | Александра Е. Хартман                                              | 19 ноября 2021 |
| 8       | 8          | «Sad Clown A-Go-Go» «Гоу-гоу грустного клоуна» | Алекс Гарсия Лопез | Хавьер Грильо-Марксуа                                              | 19 ноября 2021 |
| 9       | 9          | «Blue Crow Waltz» «Вальс синей вороны»         | Майкл Кэтлман      | Дженнифер Джонсон                                                  | 19 ноября 2021 |
| 10      | 10         | «Supernova Symphony» «Симфония сверхновой»     | Майкл Кэтлман      | Кристофер Йост                                                     | 19 ноября 2021 |

## Производство
6 июня 2017 года было объявлено, что американская экранизация аниме-сериала разрабатывалась для телевизионной адаптации компанией Tomorrow Studios, партнёрством Марти Адельштейна и японской студии Sunrise Inc., которая выпускала оригинальное аниме. На роль сценариста был приглашён Кристофер Йост, а шоураннером стал один из продюсеров Tomorrow Studios Андре Немец.
27 ноября 2018 года компания Netflix объявила, что сериал будет выпущен на её стриминговом сервисе.
4 апреля 2019 года журнал Variety сообщил, что главные роли в теле-адаптации получили: Джон Чо, Мустафа Шакир, Даниэлла Пинеда и Алекс Хэсселл — Спайка Шпигеля, Джета Блэка, Фэй Валентайн и Вишеза соответственно. 22 августа того же года было объявлено, что на роль Джулии была приглашена актриса Елена Сатине. 19 ноября информационное издание Deadline Hollywood сообщило, что к проекту также присоединились Джофф Стульц, Тамара Тюни, Мейсон Александр Парк, Рэйчел Хаус, Энн Чыонг и Хоа Сюаньдэ.
В самом начале съёмочного процесса (октябре 2019) работа была приостановлена на полгода из-за травмы колена Чо. Несмотря на большую паузу, руководство Netflix решило не менять главного актёра, чтобы успеть закончить съёмки вовремя. 17 апреля 2020 года появились дополнительная информация о проекте, так стало известно о часовой длительности каждого эпизода, благодаря чему, по словам создателей проекта, сюжет будет подаваться более подробно. 19 мая 2020 года, во время интервью SyFy Wire, Марти Адельштейн сообщил, что в настоящее время полностью завершены съёмки трёх эпизодов и что они успели отснять как минимум шесть эпизодов до травмы колена Чо. Во время того же интервью выяснилось, что Синъитиро Ватанабэ, режиссёр оригинального аниме-сериала, будет участвовать в проекте в качестве креативного консультанта. Производство возобновилось 30 сентября 2020 года после того, как правительство Новой Зеландии дало зелёный свет на продолжение работы после закрытия страны из-за пандемии COVID-19. 15 марта 2021 года было объявлено о завершении съёмок телесериала. В интервью Vanity Fair 26 октября 2021 года Йост заявил, что уже начал планировать структуру второго сезона сериала.
Первая презентация телесериала прошла в октябре 2019 года в ролике снятом «от лица» собаки Эйна, демонстрирующем некоторые декорации и основной актёрский состав. В нём также использовалась музыка из оригинального сериала и коронная фраза «See You Space Cowboy …». Netflix возобновили маркетинговую кампанию сериала в июне 2021 года с новым тизером на тему открывающей оригинальное аниме музыкальной темы «Tank!», с целью объявить, что главным композитором шоу выступает Ёко Канно — автор музыки к оригинальному аниме.
19 ноября 2021 года на Netflix вышли все десять серий первого сезона сериала. Через три недели после премьеры Netflix объявил о закрытии проекта.

## Оценки критиков
На сайте Rotten Tomatoes сериал имеет рейтинг 45 % на основании 87 рецензий критиков со средним баллом 5,7 из 10.
На сайте Metacritic рейтинг сериала составляет 47 баллов из 100 возможных на основании на 28 рецензий критиков, что означает «средние или смешанные отзывы».
Впоследствии Синъитиро Ватанабэ признался, что когда ему прислали первый эпизод шоу для ознакомления, он не смог выдержать и нескольких минут. «Я начал смотреть сцену в казино, но мне было очень трудно продолжать, и я прекратил просмотр. Таким образом, я ознакомился только с начальной сценой — это был не „Ковбой Бибоп“», — отметил режиссёр. Ватанабэ почувствовал, что должен был сам заниматься съёмками. По его мнению, ценность оригинального аниме стала выше.

## В других медиа
В августе 2021 года объявлено, что Netflix в партнерстве с Titan Books опубликует несколько книг, базирующихся на сериале. Первой станет книга под названием Cowboy Bebop: A Syndicate Story: Red Planet Requiem, которая должна выйти 2021. В январе 2022 ожидается выход арт-книги, в которой будут присутствовать концептуальные работы, бекстейдж съёмок и многое другое.
Также было объявлено, что Titan Books опубликует четыре выпуска мини-сериалов-комиксов, базирующихся на сюжете сериала, первый из них увидит свет в декабре 2021 года, а вся коллекция — в мае 2022-го. Рассказчиком выступает Dan Watters, главным художником — Lamar Mathurin, обложки — Stanley Lau, Claudia Ianniciello, Afu Chan и Yishan Li.